# Bicyclus bergeri
Bicyclus bergeri är en fjärilsart som beskrevs av Condamin 1965. Bicyclus bergeri ingår i släktet Bicyclus och familjen praktfjärilar. Inga underarter finns listade i Catalogue of Life.